# DRAGONBALL GT Transformation
『DRAGONBALL GT Transformation』は、ウェブフット・テクノロジー(en:Webfoot Technologies)が開発し、2005年8月9日にアタリから発売されたゲームボーイアドバンス用ゲームソフトである。テレビアニメ『ドラゴンボールGT』を題材にしているが、日本国内向けには発売されていない。

## 概要
ベルトスクロールアクションゲーム。『ドラゴンボールGT』のみを扱った作品でもあり、ストーリーとしてはベビー編までを題材としている。
敵は倒すとゼニーを落とすが、それを拾い集めることによりタイトル画面で選択できる「シークレット」でプレイヤーキャラクターの追加、シングルプレイ、ボス耐久モード、難易度追加、ギャラリー、サウンドテストなど様々な追加要素を購入することができる。

## 基本システム
基本的なシステムは一般的なベルトスクロールアクションゲームのものを踏襲している。体力や気は画面上にゲージで表示される。プレイヤーキャラクターは、敵にやられると次のキャラクターに交代し、3人全員がやられるとゲームオーバーになる。また、プレイ中いつでも他のキャラクターに交代することができる。
街中を進み、現れる敵をダッシュ、ジャンプ、格闘、エネルギー弾、投げ、必殺技を駆使して倒して行く。ジャンプボタンを押し続けることにより浮遊することもできる。体力を消費することで全方位攻撃を繰り出すことも可能。気はいつでも溜めることができるが、その間は身動きが取れなくなる。

## プレイヤーキャラクター
孫悟空
究極のドラゴンボールの力によって子供の体になってしまった主人公。必殺技は、かめはめ波。イベントシーン以外、通常状態の姿でプレイヤーキャラクターとして戦うが、最終面においては超サイヤ人4に変身し戦う。超サイヤ人4悟空の必殺技は、元気玉のような気の玉を投げる技。
また、シークレットにて購入することで、超サイヤ人状態と超サイヤ人4状態の悟空も使えるようになる。
パン
孫悟空の孫であり、プレイヤーキャラクターの中では紅一点。必殺技は、かめはめ波。ゲーム中においては、同時にギルも攻撃に参加する。
トランクス
ベジータの息子。悟空同様、通常状態の姿でプレイヤーキャラクターとして戦う。また、剣を使っての攻撃も行う。
ウーブ
ゲーム中ではイベントシーンのみの登場だが、シークレットで購入することによりプレイヤーキャラクターとして使用することができるようになる。必殺技は、かめはめ波。
ベジータ
サイヤ人の王子であり、悟空のライバル。シークレットで購入することにより、プレイヤーキャラクターとして使用することが可能になる。必殺技はファイナルフラッシュ。
ピッコロ
ナメック星人の戦士。シークレットで購入することにより、プレイヤーキャラクターとして使用することが可能になる。
ベジータベビー
ベジータに寄生した、ツフル星の技術によりつくられた生物。ゲームにおける最後のボスでもある。今作では、大猿になる直前のパワーアップした状態での登場。必殺技はリベンジデスボール。シークレットで購入することにより、プレイヤーキャラクターとして使用することが可能になる。

## ステージ構成
ステージとなる惑星の詳細については、ドラゴンボールの地理ならびに地球 (ドラゴンボール)を参照。
ステージ1
惑星イメッガ。
雑魚キャラクター
巨大ロボット
宇宙人の兵士
中ボス
シーラ&ゲール
ボス
レジック
ステージ2
惑星モンマース。前半はイカダに乗って進む。
雑魚キャラクター
巨大昆虫
巨大亀
ボス
巨人
一定のタイミングで顔だけ出現する巨人の虫歯に向かって攻撃する。
ステージ3
惑星ケルボ。溶岩の上を岩板に乗って進んでいく。
雑魚キャラクター
半魚人
マシンミュータント軍団
機雷
ボス
ズーナマ
ステージ4
惑星ルード。
雑魚キャラクター
ルード教団兵士
火を吐く顔だけの石像
中ボス
ムッチー・モッチー
ムッチー
ボス
ルード
画面を埋め尽くすほど巨大で上半身だけの登場。振り上げた腕を振り下ろしたり、口からビームを出し攻撃してくる。
ステージ5
惑星M2。
雑魚キャラクター
マシンミュータント軍団
中ボス
スーパーメガキャノンΣ
ゲーム中、メガキャノン部隊が合体する。
ボス
ハイパーメガリルド
巨大ドリルでの突進のほか液体金属になって襲い掛かってくる。
ステージ6
惑星ルーデゼ。
雑魚キャラクター
大アリジゴクもどき
アリジゴクもどき人間
ボス
巨大アリジゴクもどき
ステージ7
漂流宇宙船。
雑魚キャラクター
マシンミュータント軍団
飛行メカ
機雷
ボス
巨大な2足歩行のガードロボ
ステージ8
巨大トラの惑星。
雑魚キャラクター
マシンミュータント軍団
頭だけ大きな鳥
頭だけ大きな狼
ボス
巨大顔のトラ
ステージ9
恐竜の惑星。
雑魚キャラクター
恐竜人間
ボス
巨大恐竜の腫瘍
巨大恐竜の体内に寄生している腫瘍。腫瘍を倒すまでの間、恐竜人間がどんどん襲い掛かってくる。腫瘍を倒すと小さな恐竜の姿に戻る。
ステージ10
冷凍惑星。
雑魚キャラクター
半魚人
氷ヤドカリ
巨大蜂
頭だけ大きな狼
ボス
モヒカン頭の雪男
ステージ11
地球。
雑魚キャラクター
ベビー細胞を植え付けられた地球人
ボス
ベジータベビー
悟空のみで戦う。倒すとイベントが起こり、イベントにて悟空が強制的に負けて次のステージへ。
ステージ12
ツフル星。悟空のみで進む。
雑魚キャラクター
ベビー細胞を植え付けられた地球人
マシンミュータント軍団
ボス
ベジータベビー
ベビーを倒すとイベントが起こり、悟空が黄金の大猿に変身する。その後イベントが起こり、パンの涙ながらの訴えにより悟空が黄金の大猿から超サイヤ人4に変身する。
ステージ13
ツフル星。ボス戦のみ。
ボス
ベジータベビー
大猿ベビー
エンディング
エンディングのイベントシーンが終わりスタッフロールが流れるが、その後に地獄でドクター・ゲロとドクター・ミューが握手を交わすシーンで幕を閉じる。
PS2とGBAで続編を出す予定だったが開発中止になった。